# フランス国鉄CC72000形ディーゼル機関車
フランス国鉄CC72000形ディーゼル機関車（フランスこくてつセーセー72000がたディーゼルきかんしゃ）は、フランス国鉄(SNCF)が保有・運行する電気式ディーゼル機関車である。

## 概要
特急旅客列車から重貨物列車まで幅広く対応できるように、従来のディーゼル機関車（CC67000形など）よりも出力を強化した機関車がこのCC72000形である。1967年 - 1974年の間に92両がアルストムで製造された。
車体形状はCC6500形電気機関車同様のいわゆるゲンコツスタイル（フランス語では"nez cassés"（壊れた鼻））であり、ディーゼル機関車では唯一の採用例である。新製時の塗装は濃青色となっている。
台車は3軸ボギー台車を2台装備し、全軸が動軸となっている（すなわち、軸配置としてはC-Cとなる）。
機関は、SACM製のエンジンを搭載し、ディーゼル発電機で発生した電力で電動機を駆動する。機関車としての定格出力は2,650kWで、これはフランス国鉄のディーゼル機関車としては最強である。なお、1台車1電動機方式を採用している。
最高速度は最初の20両が140km/h、あとの72両は160km/hである。またCC6500形同様、貨物列車の牽引にも対応できるように歯車比可変機構が装備されており、歯車比を変えると最高速度は85km/hとなる。

## 現状
1999年から数年間、TGV大西洋線の列車がヴァンデ県の郡庁所在地で大西洋岸のマリンリゾート地でもあるレ・サーブル・ドロンヌまで直通していたことがある。ただし、この区間は当時は非電化であったため、ナントから本形式が牽引した。この運用のため、72061、72062、72064の3両が、TGVと連結するための密着連結器取り付け改造などを受けている。現在は直通運転は中止されており、連結器も元に戻されている。
2002年からは、一部の機関車に対してエンジンの交換（SEMT-Pielstick製に取替え）が実施されている。出力は2,650kWで変わらないが、番号は原番号に100を加算しており、CC72100形となっている。2005年までに30両が改造された。
一方、エンジンの交換がなされずCC72000形として残っている車両は、2006年現在廃車が進められている。一部の車両はモロッコ国鉄に売却された車両も存在する。
数は減りつつあるが、いずれも長距離優等旅客列車の牽引から重貨物列車の牽引まで幅広く活躍している。

## その他
現在、フランス国鉄では列車の運行を目的別に6つの部門に分けており、車両がどの部門に属するかを10万番台で区別している。
- 長距離旅客輸送部門（VFE）：100,000番台
- 中距離旅客輸送部門（CI）：200,000番台
- 貨物輸送部門（Fret）：400,000番台
- 地域旅客輸送部門（TER）：500,000番台
- インフラストラクチャ部門（RFF）：600,000番台
- 首都圏旅客輸送部門（Transilien）：800,000番台

このため、所属部門によって以下の番台が存在する。所属に応じた塗装変更も一部行われている。
- CC72000形：172000番台・272000番台・472000番台・572000番台
- CC72100形：172100番台・272100番台・572100番台